# 耶稣降生场景

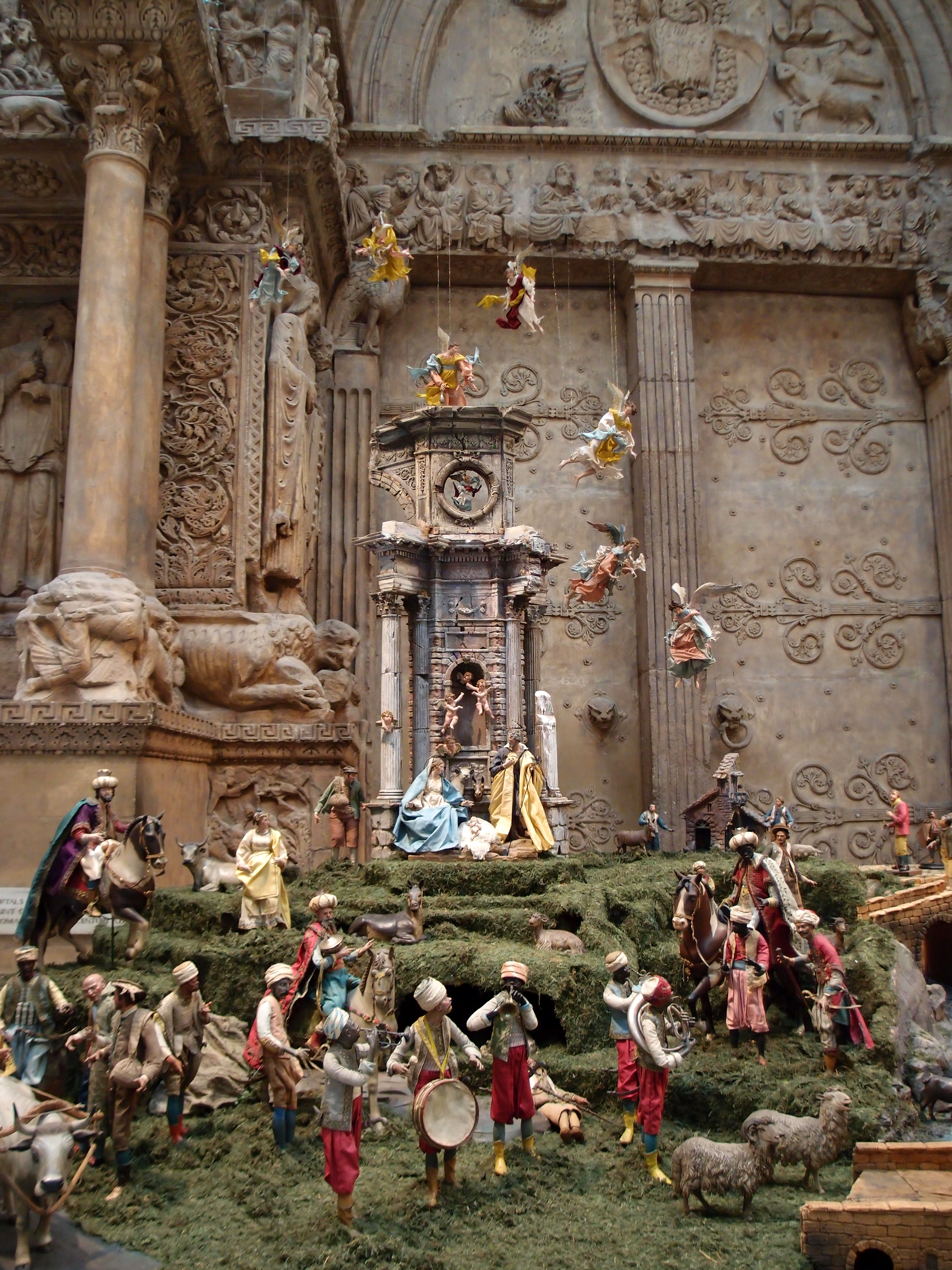
匹兹堡市卡內基美術館中的那不勒斯耶稣降生场景

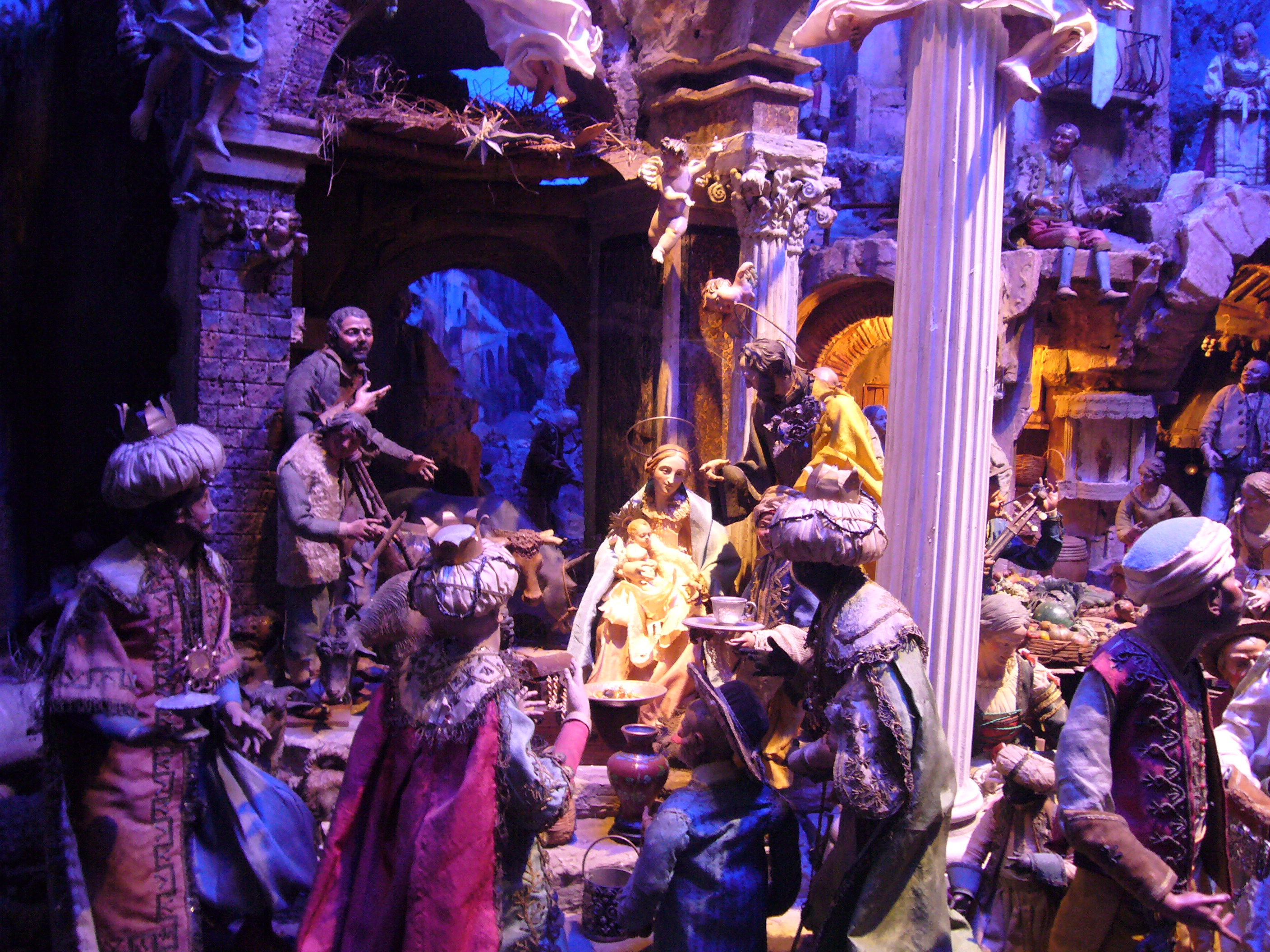
罗马的一个精雕细琢的那不勒斯耶稣降生场景

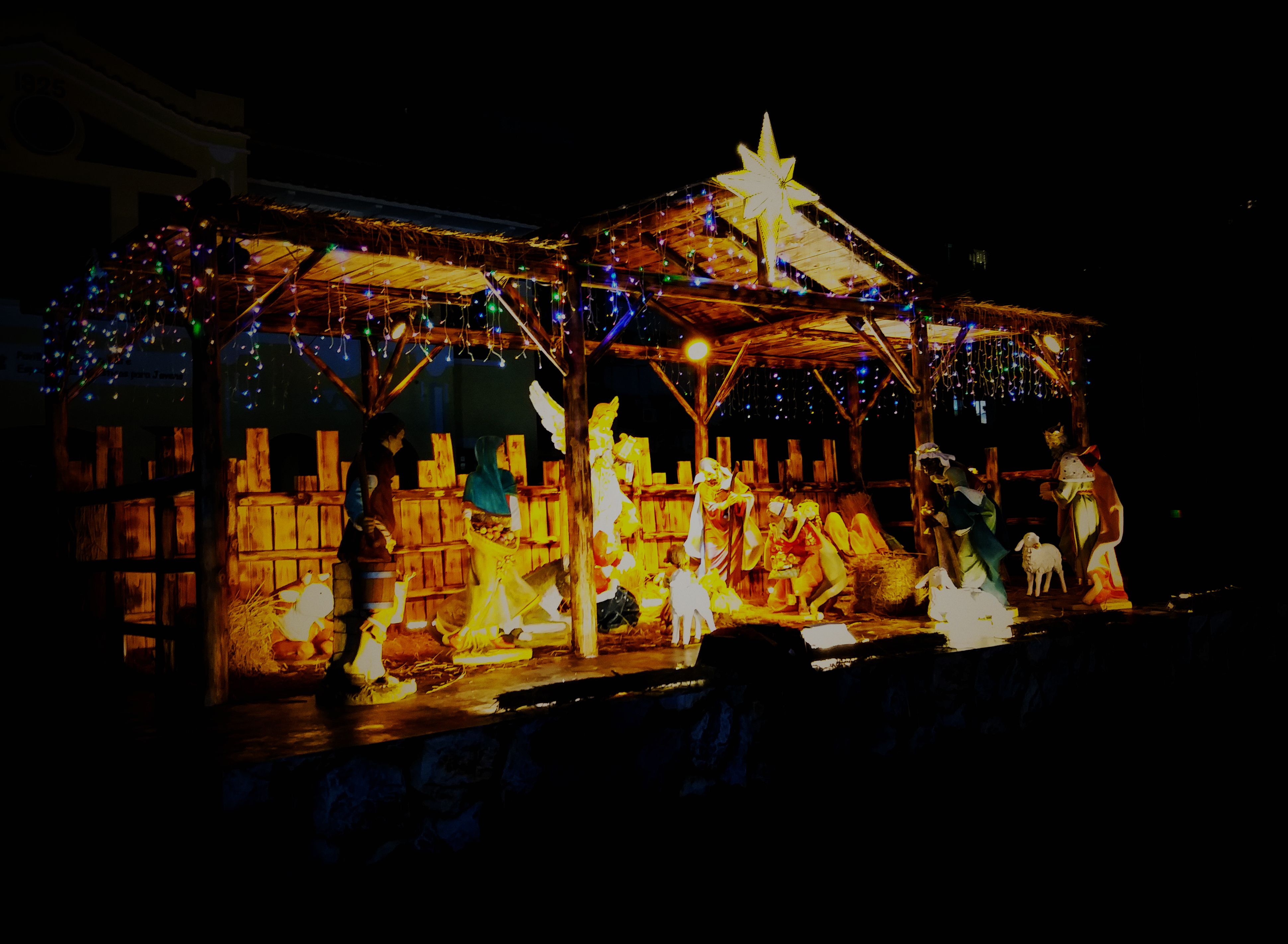
位於澳門塔石廣場的聖誕馬槽

耶稣降生场景，也称耶稣降生图、馬槽聖景、聖誕馬槽（英語：nativity scene），耶稣降生的想象圖或者雕塑，一般在圣诞节前后展出。虽然“耶稣降生场景”这个词可以用来指代任何艺术中的耶稣降生，但一般这个词会被用来专指那种季节性的展出，要么使用人物模型，要么由真人来演出。
通常，耶稣降生场景会展出婴儿时的耶稣、其母亲聖母玛利亚和她丈夫聖若瑟，及東方三博士獻禮。